# Édouard Biart
Édouard Charles Biart, né le 23 mai 1838 à Anvers et mort en exil pendant la guerre le 2 novembre 1914 à Dinteloord (Pays-Bas) fut un homme politique belge catholique.

## Biographie
Édouard Biart était fils d’un riche rentier anversois. En 1862, il devint docteur en droit et fut inscrit comme avocat au barreau d'Anvers. En 1864, il épousa Anna Meeùs, la fille aînée de Louis Meeùs, riche industriel anversois, codirecteur de la distillerie "La Clef". Son frère Constantin (1834-1888), siégea de 1878 à 1884 au sénat pour le parti libéral.
La carrière politique d’Édouard démarra en 1880 au conseil communal de Kapellen. En 1884, il devint bourgmestre de Kapellen et en 1886 il fut élu au conseil provincial de la province d'Anvers. Dès 1892, il fut élu député pour le Meetingpartij. En 1903, il ne souhaita pas prolonger son mandat de bourgmestre. Il demeura député et passa en 1910 au Sénat.
Il était commandeur de l'ordre de Léopold.

## Généalogie
- Il est le fils de Louis (1803-1870) et Marie Donnez.
- Il épousa en 1864 Anna Meeùs (1842-1910).
  - Ils eurent quatre enfants : Clara épouse de Eugène Hayoit de Termicourt; Fernand époux de Marie Le Jeune; Louise; Marie épouse de Emile van Put

## Sources
- Bio sur ODIS